# MAT-49
MAT-49 är en fransk kulsprutepistol som användes av den franska armén och den franska polisen. År 1949 tillverkades vapnet av det franska företaget MAT (Manufacture Nationale d'Armes de Tulle).
MAT-49 användes av Frankrike under franska indokinakriget på 1950-talet och i Algeriet på 1960-talet. Vapnet kopierades av Nordvietnam men i en annan kaliber, 7,62 mm. MAT-49 var helt gjord i metall utan några träinslag och anses ha fungerat väl med den enda svagheten att den var aningen tung. Den var enkel att använda och tillverka och var kvar i den franska armen fram till 1979 men används till viss mån fortfarande av den franska polisen.  MAT-49 har förekommit i en del äldre filmer (som till exempel Schakalen och Slaget om Alger) samt i datorspel (som till exempel Battlefield Vietnam).